# 江欽良
江欽良（1966年—），人稱江董，台灣南投縣草屯鎮人。曾因多項前科而入獄，出獄後經營觀光夜市、砂石採取。因與吳敦義共赴印尼峇里島考察觀光產業而聞名。

## 簡歷
江欽良十幾歲時，就跟隨許金德、盧照琴等人一同走私槍械。十七歲時，替老大許金德執刀砍殺灌醉後的彰化角頭張坤保。十九歲時，槍殺雲林縣議員林棋棟。被十大槍擊要犯之一的「黑牛」黃鴻寓吸收為左右手。被捕入獄後，假藉因病戒護就醫時，在外同夥擊昏戒護人員後脫逃。脫逃期間，仍犯下多起恐嚇暴力案件。1990年11月20日落網，再度入獄後，仍在獄中遙控槍枝買賣。其個人共犯下包括殺人、恐嚇、妨害公務、結夥搶劫、竊盜、違反槍砲彈藥刀械管制條例等罪，共有三十多項前科。
2002年因總統陳水扁發布全國性特赦令而假釋出獄，其刑期已從2021年減至2017年。自稱「出獄後常作公益」，將夜市經營為草鞋墩人文觀光產業發展協會，現任理事長為時任南投市長、現任國民黨南投縣長許淑華，江則為榮譽理事長。
2008年12月，江欽良與當時立法委員吳敦義、南投縣縣長李朝卿、南投縣議員李增全、竹山鎮紫南宮主委莊秋安、草屯鎮代表會主席林焜熠等人共赴印尼峇里島考察觀光產業五日，吳敦義以更生人身分護航江欽良。2009年11月，此事被媒體爆料，質疑時任行政院院長的吳敦義與黑道人物有所往來，在台灣政壇引起極大風波。
2012年由中國國民黨立委許淑華介紹，與藝人小潘潘結婚。證婚人為當時國民黨立法院長王金平，白冰冰則擔任婚禮主持人。
2017年10月，檢方調查江欽良涉嫌利用人頭向草屯鎮農會詐貸上億元，26日被檢警拘提帶往刑事局中部打擊犯罪中心偵訊，偵訊兩天後南投地檢署核定江欽良以一千萬元交保，並需每天向警局報到以防潛逃。
江欽良曾涉嫌靠黑道勢力掌控南投砂石採取，收取砂石保護費每年達數十億利益。另外，他也創辦埔里城觀光夜市，建立寶島時代村懷舊商城。
2020年8月21日,小潘潘丈夫江欽良涉人頭購地超貸涉7罪,南投地院判刑2年1個月。

## 獲獎紀錄
- 2013年 經濟部工業局創意生活事業認證。
- 2013年 第11屆金炬獎十大潛力企業及經理人。

## 家庭
2012年在南投市長許淑華的牽線之下，結識知名藝人小潘潘，2012年6月30日，與藝人小潘潘（本名謝千惠）成婚，共同打造寶島時代村並在王金平證婚下結為連理。但是兩人宴客後卻遲遲沒有去登記，小潘潘的密友爆料，她嫁進江家前，以為江欽良有家產，沒想到婚後才知道對方太海派又重兄弟情義，錢經常左手進、右手出，但她仍幫江從「夜市大亨」轉型，兩人還砸4億元打造寶島時代村，並結盟夜市同伴，組織不少企業。

## 友人
- 吳敦義（前行政院長、前副總統、現任中國國民黨主席，當時為立法委員身分，出國共遊峇里島5天；江欽良到獄中見弟兄，吳敦義以立委的身分幫忙安排特見，但吳敦義先自稱絕無此事，但在台中監獄公開佐證後，次日立即改口自稱不知情，推說是立委服務處的助理所為）
- 許淑華，現任南投縣長，前立法委員，前南投市長，也擔任江欽良創辦的草鞋墩人文觀光產業發展協會理事長，是許天送的女兒，許天送在江湖上的輩分高，江欽良喚他「老大」。許淑華介紹知名藝人小潘潘給江欽良為妻，許淑華與通緝犯男友分手後，江欽良也有意將小潘潘的弟弟介紹給許淑華。